# Потит (святой)
Потит (умер в 160 году в Трикарико) — святой юноша из Сердики. День памяти — 14 января.
Святой Потит, юноша, согласно житию IX века, был родом из богатой языческой семьи. С его именем связывают различные чудеса, в частности, исцеление дочери императора Антонина Пия. Святой Потит был брошен на съедение львам, но те проявили кротость. Затем его бросили в кипящее масло, откуда он вышел невредимым. Затем его главу усекли мечом.
Мощи святого почивают в Трикарико, в Соборе Успения Пресвятой Богородицы. Они были обретены 14 января 1506 года в храме рыцарей Мальтийского Ордена.
В Асколи-Сатриано в честь святого освящён храм, там почивает частица его мощей — локтевая кость. Она помещена в мощевик, имеющий вид бюста святого. Празднование происходит с 18 по 20 августа, когда святыню носят по городу.
Согласно преданию, некий погонщик мулов вёл караван из Трикарико в Аскольи-Сатриано, через Пальмо-Палаццо (Palmo-Palazzo) в Асколи-Фоджа (Ascoli-Foggia) и поток Карапелле (Carapelle). В караване был ослик, который пал в грязь из-за тяжести пути, и не было никакой возможности его вытащить. Караванщик переложил его поклажу на других животных, а ослика забил на месте, дабы не потерять шкуру, которую можно было продать. Прежде чем идти дальше, погонщик помолился святому Потиту, который по преданию был умучен в данной местности. Пройдя какой-то участок пути, погонщик услышал жалобный рёв осла. Вернувшись, он обнаружил живой свою забитую скотину. Убедившись в чудесном воскрешении своего осла, погонщик мулов начал копаться в грязи и обнаружил в ней нетленное тело юноши, святого Потита. Место обретения тела стало местом паломничества.

## Покровительство
- Асколи-Сатриано (FG)
- Сан-Потито-Саннитико (CE)
- Сан-Потито-Ультра (AV)
- Трикарико (MT)
- Diocesi di Cerignola-Ascoli Satriano
- Diocesi di Tricarico